# تنها (فیلم ترسناک ۲۰۲۰)
تنها (به انگلیسی: Alone) یک فیلم ترسناک آمریکایی به کارگردانی جانی مارتین محصول سال ۲۰۲۰ با بازی تایلر پوزی و دونالد ساترلند است. این فیلم ماجرای یک مرد جوانی را دنبال می‌کند که در حین آخرالزمان زامبی‌ها در آپارتمان خود سنگر می‌گیرد.  این فیلم در تاریخ ۱۶ اکتبر سال ۲۰۲۰ اکران شد.

## داستان
با شیوع یک بیماری همه‌گیر، ایدان در داخل آپارتمانش پناه می‌گیرد و شروع به جیره‌بندی غذا می‌کند ، هرج و مرج جهان را دربر می‌گیرد و او کاملاً تنها در آپارتمانش برای زندگی خود مبارزه می‌کند و…

## بازیگران
- تایلر پوزی در نقش آیدان[۳]
- دونالد ساترلند نقش ادوارد
- سامر اسپیرو نقش اوا
- رابرت ری‌چارد در نقش براندون
- جان پوسی[۴] نقش پدر
- اریک اعتباری در نقش جک برایان[۵]

## انتشار فیلم
این فیلم از طریق فیلم درخواستی در تاریخ ۱۶ اکتبر ۲۰۲۰ و از طریق دی‌وی‌دی و دیسک بلو-ری در تاریخ ۲۰ اکتبر ۲۰۲۰ منتشر شد.